# Benelli (vapentillverkare)

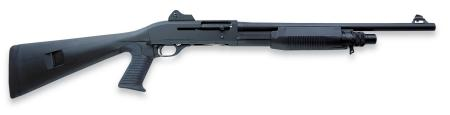
Benelli hagelgevär avsett för militärt bruk

Benelli Armi är ett italienskt vapentillverkarföretag. De tillverkar mest hagelgevär och ett fåtal pistoler. Benelli är även kända för mycket kvalitativa jaktvapen, så som hagelgevär och kulgevär. På senare år har Benelli tagit patent på halvautomatteknologin ARGO, vilken återfinns i såväl halvautomatiska hagelgevär som studsare.

## Vapenmodeller i urval
- Benelli M3 Super 90
- Benelli M4 Super 90
- Benelli Nova - pumphagelgevär med kaliber 12/89